# Araneus gadus
Araneus gadus är en spindelart som beskrevs av Levi 1973. Araneus gadus ingår i släktet Araneus och familjen hjulspindlar. Inga underarter finns listade i Catalogue of Life.